# (25014) Christinepalau
(25014) Christinepalau est un astéroïde de la ceinture principale.

## Description
(25014) Christinepalau est un astéroïde de la ceinture principale. Il fut découvert le 18 août 1998 aux Tardieux, dans les Bouches-du-Rhône par Michel Bœuf. Il présente une orbite caractérisée par un demi-grand axe de 2,24 UA, une excentricité de 0,18 et une inclinaison de 4,6° par rapport à l'écliptique.

## Compléments